# Ondrej Slobodník
Ondrej Slobodník (15 november 1976) is een voormalig wielrenner uit Slowakije. Hij was tweemaal Slowaaks nationaal kampioen tijdrijden: 1999 en 2000.

## Palmares
1997
6e etappe Ronde van Slowakije
1999
 Slowaaks kampioen tijdrit op de weg, Elite
1e en 4e etappe Ronde van Burkina Faso
2000
 Slowaaks kampioen tijdrit op de weg, Elite
2003
GP Palma

## Teams
- 2000 –  Wüstenrot-ZVVZ
- 2001 –  Wüstenrot-ZVVZ
- 2002 –  Wüstenrot-ZVVZ
- 2005 –  CK ZP Sport AS Podbrezova